# نمونه‌گیری آماری
نمونه‌گیری آماری (انگلیسی: Sampling) در آمار، تضمین کیفیت و روش‌های نظرسنجی، به فرایند انتخاب یک زیرمجموعه تصادفی (یک نمونه آماری) در یک جامعه آماری گفته می‌شود، که به‌منظور بررسی و برآورد مشخصات و در نهایت نشان دادن ویژگی‌های کل جمعیت آماری، مورد استفاده قرار می‌گیرد. دو مزیت اصلی استفاده از روش‌های نمونه‌گیری آماری؛ هزینه پایین و سرعت بالا در جمع‌آوری داده‌ها می‌باشد.